# PalaItalia
 (avril 2025).
La patinoire de hockey sur glace PalaItalia Milano Santagiulia s'inscrit dans le contexte de réaménagement du quartier de Santa Giulia, situé dans la périphérie sud-est de la ville et appelé Montecity-Rogoredo. 

## Histoire
L'idée est née à l'occasion de la candidature de Milan aux Jeux olympiques d'hiver de 2026 ; cependant, l'administration de la ville a établi que l'usine devait être construite quel que soit le choix de la ville hôte.
La conception a été confiée à Risanamento S.p.A., à travers la filiale Santa Giulia S.p.A.
Une semaine après le vote du CIO, la société a annoncé avoir signé un accord avec la société australienne Lendlease et Ogv Europe Limited pour la construction de l'arène. La remise en état de la zone où sera construite l'installation sportive a commencé dans les premiers mois de 2022.